# (400132) 2006 UH152
(400132) 2006 UH152 es un asteroide perteneciente al cinturón de asteroides, descubierto el 20 de octubre de 2006 por el equipo del Spacewatch desde el Observatorio Nacional de Kitt Peak, Arizona, Estados Unidos.

## Designación y nombre
Designado provisionalmente como 2006 UH152.

## Características orbitales
2006 UH152 está situado a una distancia media del Sol de 2,672 ua, pudiendo alejarse hasta 3,069 ua y acercarse hasta 2,276 ua. Su excentricidad es 0,148 y la inclinación orbital 8,827 grados. Emplea 1595,91 días en completar una órbita alrededor del Sol.

## Características físicas
La magnitud absoluta de 2006 UH152 es 16,8.